# Тельшяйская семинария
Тельшяйская духовная семинария имени епископа Винцентаса Борисявичюса (лит. Telšių Vyskupo Vincento Borisevičiaus kunigų seminarija) — негосударственная католическая семинария в Литве, готовящая священников для епархии Тельшяя.

## История
4 апреля 1926 года бывшая Самогитская (Жемайтийская) католическая епархия была разделена на три — архиепархию Каунаса, епархию Паневежиса и епархию Тельшяя. Сразу после создания Тельшяйская епархия столкнулась с проблемой нехватки священников, что привело к созданию 4 октября 1927 года епархиальной семинарии. Правительство Литвы не поддерживало семинарию финансово, напротив, несколько раз предпринимались попытки закрыть её.
Выпускники семинарии имели возможность продолжить учёбу в Риме. В 1932 году семинария уже обладала богатой библиотекой в 10000 томов. В 1932 году были рукоположены и первые 9 выпускников. В 30-е годы семинария была реорганизована, а образовательная программа расширена за счёт углублённого изучения философии.
В 1940 году семинария была закрыта советской властью. За 13 лет работы (1927—1940) семинария успела подготовить 150 священников. С 1941 года, после захвата Прибалтики немецкой армией, семинария функционировала, но после войны в 1946 году повторно закрыта. В послевоенное время в Литве действовала только одна католическая семинария, Каунасская, и то, в крайне ограниченных условиях — число семинаристов было ограничено, а число рукоположений новых священников не превышало пяти человек в год.
В 1989 году семинария Тельшяя была восстановлена, первый учебный год начала с 22 студентами. Восстановленная семинария получила имя епископа Винцентаса Борисявичюса, бывшего её первым ректором. В первые годы после восстановления было отремонтировано здание семинарии, построена семинарская часовня. В 1993 году открыта предсеминария.
15 марта 2000 года семинария Тельшяя получила лицензию от правительства Литвы и обрела статус негосударственного вуза.

## Современное состояние
Тельшяйская семинария — одна из четырёх католических семинарий Литвы. Обучение в семинарии рассчитано на шесть лет, первые два курса именуются «философскими», заключительные четыре — «теологическими».
В 2015 году в семинарии было 11 студентов.